# Akarma
Akarma  (in arabo عكرمة‎?) è un centro abitato e comune rurale del Marocco situato nella provincia di Rehamna, regione di Marrakech-Safi. Conta una popolazione di 5 171 abitanti (censimento 2014).